# Romanones (Guadalajara)
Romanones és un municipi de la província de Guadalajara, a la comunitat autònoma de Castella-La Manxa. Limita amb Valfermoso de Tajuña, Irueste, Tendilla, Armuña de Tajuña i Horche.